# Halové mistrovství Československa v atletice 1970
Halové mistrovství Československa v atletice 1970 se konalo v Jablonci nad Nisou ve dnech 21. a 22. února 1970. Součástí mistrovství byl i vložený závod na 110 metrů překážek.

## Překonané a vyrovnané rekordy
Milena Piačková v běhu na 60 m překážek časem 8,5 s vyrovnala světový a československý rekord. V běhu na 100 m Jitka Potrebuješová vyrovnala československý rekord časem 12,0. Miroslav Janoušek ve vrhu koulí překonal československý halový rekord výkonem 18,35 m a Helena Fibingerová výkonem 15,45 m.

## Medailisté

### Muži
| Soutěž        | Zlato                              | Stříbro                                       | Bronz                   |
| 60 m          | Luděk Bohman 6,9                   | Petr Utěkal 6,9                               | Josef Čeliš 6,9         |
| 100 m         | Jaroslav Matoušek 11,0             | Jaromír Králík, Jan Slanina, Karel Málek 11,0 | –                       |
| 800 m         | Ján Šišovský 1:56,2                | Tomáš Jungwirth 1:56,2                        | Petr Bláha 1:57,2       |
| 1500 m        | Ivan Kováč 4:01,3                  | Josef Horčic 4:01,8                           | Karel Szotkowski 4:02,4 |
| 3000 m        | Ivan Kováč 8:48,0                  | Josef Šach 8:49,2                             | Róbert Molnár 8:52,2    |
| 60 m př.      | Ivan Sedláček 8,0                  | Petr Čech 8,0                                 | František Fojt 8,1      |
| 110 m př.     | Vlastimil Hoferek a Petr Čech 14,7 | Ivan Sedláček a Miroslav Rosa 14,8            | –                       |
| Skok do výšky | Zbyněk Kužela 212 cm               | Ladislav Orviský 212 cm                       | Jaroslav Alexa 209 cm   |
| Skok o tyči   | Jan Odvárka 470 cm                 | Josef Průša 460 cm                            | Zdeněk Lhotský 460 cm   |
| Skok daleký   | Jan Broda 754 cm                   | Peter Nemšovský 743 cm                        | Miroslav Hütter 715 cm  |
| Trojskok      | Jan Broda 15,89 m                  | Peter Nemšovský 15,69 m                       | Václav Fišer 15,67 m    |
| Vrh koulí     | Miroslav Janoušek 18,35 m          | Jaroslav Šmíd 17,86 m                         | Jaroslav Brabec 17,29 m |

### Ženy
| Soutěž        | Zlato                      | Stříbro                             | Bronz                    |
| 60 m          | Marie Vozáková 7,5         | Eva Putnová a Jana Šmerdová 7,6     | –                        |
| 100 m         | Jitka Potrebuješová 12,0   | Eva Putnová a Marcela Bubáková 12,6 | –                        |
| 800 m         | Libuše Macounová 2:19,9    | Helena Nerudová 2:21,3              | Růžena Eliášová 2:23,2   |
| 60 m př.      | Milena Piačková 8,5        | Věra Slavičová 9,0                  | Jitka Potrebuješová 9,0  |
| Skok do výšky | Jaroslava Valentová 174 cm | Milada Karbanová 168 cm             | Alena Prosková 165 cm    |
| Skok daleký   | Mária Devínska 602 cm      | Ivana Pohlová 591 cm                | Libuše Kladeková 588 cm  |
| Vrh koulí     | Helena Fibingerová 15,45 m | Věra Sedláčková 13,04 m             | Jiřina Havelková 11,50 m |